# 야시바 토시히로
야시바 토시히로(矢柴俊博, 1971년 10월 2일 ~)는 일본의 배우이다. 사이타마현 출신, CRG 소속.

## 출연작

### TV드라마
- 폭룡전대 아바레인저 - 레코드 가게 사장
- 수리검전대 닌닌저 - 이가사키 츠무지
- 수리검전대 닌닌저 vs. 가면라이더 드라이브 봄방학 합체 1시간 스페셜 - 이가사키 츠무지
- 가면라이더 리바이스 - 우시지마 타스케

### 영화
- 수리검전대 닌닌저 the movie 공룡주군님 멋지다 인법첩!
- 극장판 파워레인저: 닌자포스 VS 트레인포스 닌자 인 원더랜드
- 동물전대 쥬오우저 vs. 닌닌저 미래에서의 메시지 from 슈퍼전대
- 대결! 애니메이션

## 학력
- 와세다 대학교